# キャラハン (駆逐艦)
キャラハン (USS Callaghan, DD-792) は、アメリカ海軍の駆逐艦。フレッチャー級駆逐艦の一隻。艦名は第三次ソロモン海戦で戦死したダニエル・J・キャラハン海軍少将（1890年 - 1942年）に因む。

## 艦歴
「キャラハン」は1943年2月21日にカリフォルニア州サンフランシスコのベスレヘム・スチールで起工した。1943年8月1日にキャラハン提督夫人により進水し、同年11月27日にF・J・ジョンソン中佐の指揮下で就役した。
1944年2月5日にアメリカ西海岸で第5艦隊に編入され、タンカーの護衛および哨戒任務に従事する。6月から第5艦隊の一員としてマリアナへ侵攻、サイパン島、テニアン島、グアム島攻略に参加し作戦終了後エニウェトク環礁に帰還した。
「キャラハン」はひき続きフィリピンへの反攻作戦に参加、ミンダナオ島、ルソン島への空襲を行う米機動部隊を援護した。10月にオーバーホールに入り、終了後間もない10月14日に大規模な航空攻撃を受けたが大きな損害はなかった。その後はレイテ沖海戦、硫黄島の戦い、沖縄戦など大戦末期の各作戦に参加、米機動部隊の日本本土空襲にあたっては東京近海まで出撃したこともある。
沖縄戦最中の1945年7月9日から艦隊外周で搭載レーダーを使っての遠距離哨戒任務（レーダー・ピケット）に従事する。7月28日、突如ぎこちない操縦の木製複葉機(九三式中間練習機)が現れ、猛烈な対空砲火を低空でかいくぐり、喫水線近くの機関室に突入、貫通して爆発した。特攻機が猛烈な対空砲火を耐え抜けたのは、近接信管が木製の機体に対しては作動しなかったためだった。乗員は機関室の消火・復旧作業に全力を尽くしたが、やがて火災は近接の弾薬庫に引火、0235時に47名の乗組員とともに沈没した。
「キャラハン」は神風特別攻撃隊の攻撃で撃沈された最後の艦となった。
「キャラハン」は第二次世界大戦の戦功で8個の従軍星章を受章した。